# Boyfriend (banda)
BOYFRIEND (em coreano: 보이프렌드), foi uma boy band sul-coreana que debutou em 26 de maio de 2011, formado pela Starship Ent. O grupo era formado por seis membros: Kim DongHyun, Shim HyunSeong, Lee JeongMin, No MinWoo e os gêmeos Jo YoungMin e Jo KwangMin. Sua primeira apresentação foi no MCountdown com o single do album ”Boyfriend”. Boyfriend também é um dos primeiros grupos estreante a conseguir 1 milhão de visualizações em seu MV de debut.
O nome do fã-clube Oficial era BestFriend. O grupo não teve cores oficiais, porém, o fandom japonês usava cores claras para seus goodies como rosa e azul bebê.
Ten (cantor), do grupo NCT, acabou sendo escolhido para integrar o grupo Boyfriend. Mas acabou sendo retirado da line-up final do grupo.

## Cronologia de Lançamentos
- Em 2011,  lançaram três single coreanos: "Boyfriend" (Debut), "Don't Touch My Girl" e "I'll Be There".
- Em 2012, um mini álbum intitulado "Love Style" e um álbum completo intitulado "Janus", juntamente com dois singles japoneses "Be My Shine" (Debut Japonês) e "Dance Dance Dance / My Lady".
- Em 2013, uma versão repaginada do álbum Janus intitulado "I Yah" foi lançado em 10 de janeiro e um terceiro single japonês intitulado "Melody Of Eyes" em 27 de março. Em 29 de maio foi lançado o primeiro álbum completo em japonês intitulado "Seventh Mission", também em maio, dia 28 foi lançado um single digital coreano intitulado, "On&On". Um filme Japonês intitulado "GOGO ♂イケメン5" (GOGO Ikemen 5), onde são protagonistas, estreou dia 06 de Julho no Japão. Em 20 de novembro o Xmas Premium Japan Single foi lançado, o "Pinky Santa".
- Em 2014, o quarto single japonês intitulado "My Avatar" foi lançado em 26 de março. Esse single é considerado o quarto single japonês oficialmente pois o single "Pinky Santa" foi single promocional de natal. Em 09 de junho foi lançado o segundo mini album intitulado "OBSESSION" com o single "Obsession" e mais um videoclipe para "Alarm". O quinto single japonês intitulado "Start Up" foi lançado dia 28 de maio. O segundo álbum japonês foi lançado em 23 de julho. No dia 14 de outubro do mesmo ano, foi lançado o terceiro mini álbum intitulado "WITCH". Tendo mais um clipe adicional de "White Out" além do single "Witch".
- Em 2015, 09 de março, foi lançado o terceiro mini álbum com o titulo "BOYFRIEND In Wonderland". Desta vez com só um single principal, "BOUNCE", ainda seguindo a linha "contos de fadas".
- Em 26 de maior de 2016, lançaram o single special intitulado "To My Best Friend", tendo JeongMin como parte da produção da canção. Foi gravado na Ilha de Jeju. Ainda neste ano, foi lançado o oitavo single japonês no total, mas sendo o sétimo oficial chamado Jackpot, (2 de novembro).
- Em 2017, 12 de fevereiro lançaram mais um single japonês intitulado "I Miss You", em seguida regressaram com o primeiro mini álbum também japonês, "Summer", lançado em 12 de julho. O tão esperado e real retorno coreano aconteceu em 25 de julho com o quinto mini álbum "Never End" em 9 de agosto. Neste ano também teve a entrada de DongHyun no programa "THE UNIT", no qual seriam escolhidos alguns K-Idols para no final formarem um grupo projeto, porém ele não passou na eliminatórias.
- Em 2018, lançaram o single japonês "Try My Wings", tendo DongHyun de volta ao grupo depois de ter sido eliminado no programa THE UNIT. Em maio deste ano, lançaram um single especial de aniversário intitulado "Sunshower". E em julho lançaram mais um sigle japonês chamado "Call Me".
- Em 2019, no dia 27 de fevereiro lançarão seu terceiro álbum completo em japonês intitulado "Bouquet".

## Integrantes
| Donghyun  | 동현 | Kim Donghyun   | 김동현 | 12 de fevereiro de 1989 (36 anos) | Coreia do Sul | Líder, Vocalista e Face.                        |
| Hyunseong | 현성 | Shim Hyunseong | 심현성 | 9 de junho de 1993 (31 anos)      | Coreia do Sul | Vocalista Principal.                            |
| Jeongmin  | 정민 | Lee Jeongmin   | 이정민 | 2 de janeiro de 1994 (31 anos)    | Coreia do Sul | Vocalista e Compositor.                         |
| Youngmin  | 영민 | Jo Youngmin    | 조영민 | 24 de abril de 1995 (29 anos)     | Coreia do Sul | Dançarino, Visual e Vocalista Guia.             |
| Kwangmin  | 광민 | Jo Kwangmin    | 조광민 | 24 de abril de 1995 (29 anos)     | Coreia do Sul | Rapper Principal e Dançarino.                   |
| Minwoo    | 민우 | No Minwoo      | 노민우 | 31 de julho de 1995 (29 anos)     | Coreia do Sul | Rapper Principal, Dançarino Principal e Maknae. |

- Youngmin e Kwangmin são gêmeos e conhecidos como Jo Twins.
- Lider: Responsável pelo grupo.
- Visual: Mais bonito, eleito pela empresa do grupo.
- Face: Mais famoso, eleito pela empresa do grupo.
- Maknae: Mais novo.